# Informationsministerium (Vereinigtes Königreich)

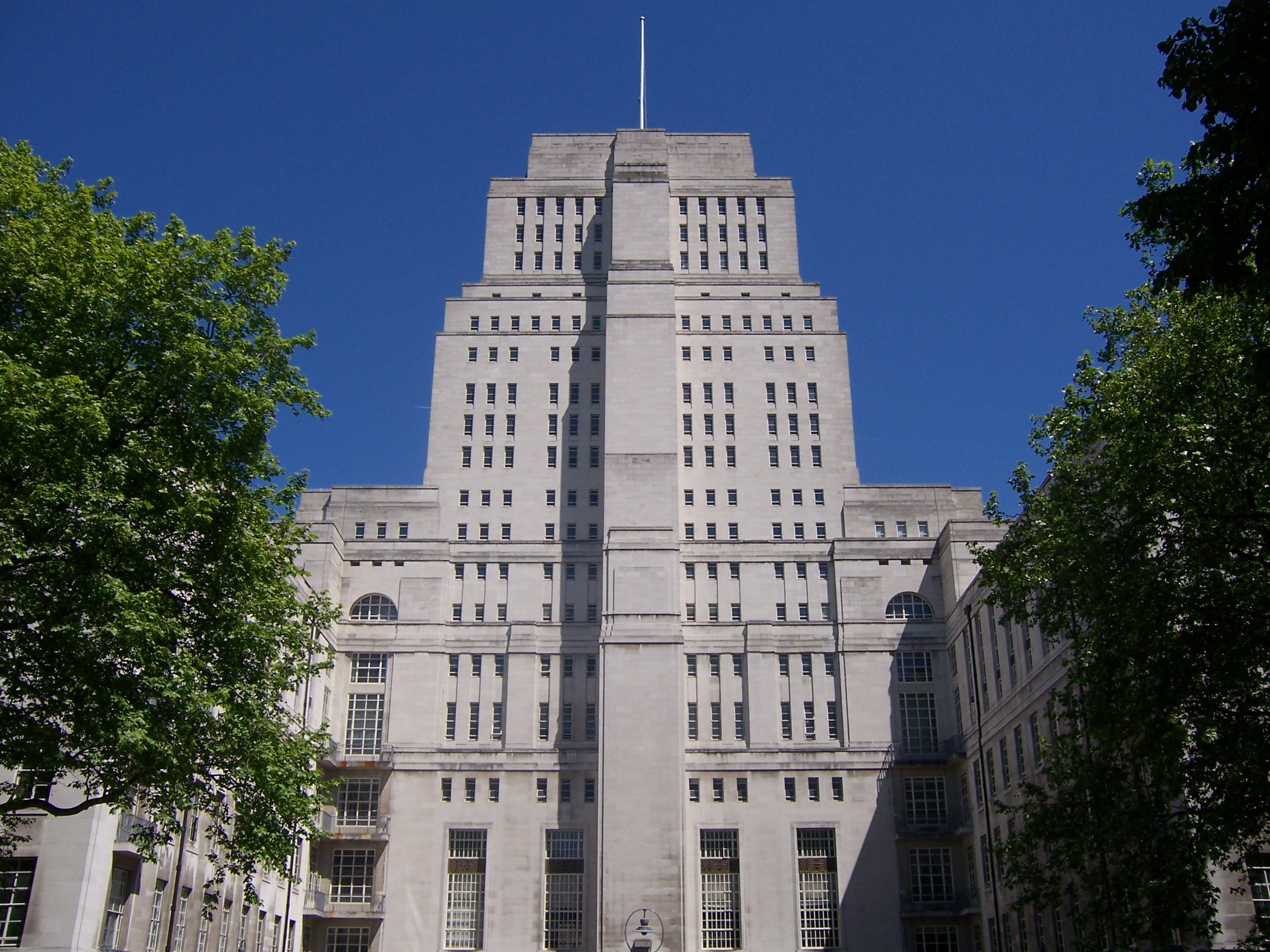
Sitz des MoI, heute Senate House der University of London

Das Informationsministerium (englisch Ministry of Information, MoI) war eine Propagandaeinrichtung in Großbritannien im letzten Jahr des Ersten Weltkrieges und während des Zweiten Weltkrieges.

## Geschichte
Ein erstes britisches Ministry of Information war im Ersten Weltkrieg geschaffen worden; dieses war im Februar 1918 aus dem War Propaganda Bureau hervorgegangen; dessen Direktorat für Propaganda in Feindländern (Directorate for Propaganda in Enemy Countries) arbeitete im Crewe House.
Im Zweiten Weltkrieg wurde das MoI wiederbelebt. Es erstellte eigene Publikationen sowie Publikationen für andere Einrichtungen, darunter das Luftfahrt-, Transport-, Erziehungs- und Kriegsministerium, das Combined Operations Command und das Ministry of Home Security, bzw. lieferte dafür die entsprechende Vorlagen.
Das MoI war im Senate House untergebracht, dem Gebäude des Senates und der Zentralverwaltung der Universität London, das von der Regierung zu diesem Zweck requiriert wurde. Ihm unterstand die BBC, für die George Orwell arbeitete. Die Einrichtung und das Gebäude dienten ihm als Vorlage für das Ministerium für Wahrheit in seinem Roman 1984. Ebenso erscheint es in dem Spielfilm Brazil von 1985.
Weitere gleichnamige Informationsministerien bestanden zu dieser Zeit, teils exiliert, in Griechenland, China und Polen. Sie produzierten ähnliche Werke.

## Künstler im Auftrag des MoI
- Cecil Beaton
- George Orwell
- John Hargrave
- Ernest Barker
- Laurie Lee
- C. S. Forester
- Freya Madeline Stark
- David Garnett
- Arnold Hugh Martin Jones (als Hugh Martin)
- Walter Trier
- Eric Linklater
- George Him
- Jan Lewitt

## Informationsminister
- Lord Macmillan (4. September 1939–5. Januar 1940)
- Sir John Reith (5. Januar 1940–12. Mai 1940)
- Alfred Duff Cooper (12. Mai 1940–20. Juli 1941)
- Brendan Bracken (20. Juli 1941–25. Mai 1945)
- Geoffrey Lloyd (25. Mai 1945–26. Juli 1945)
- Edward Williams (4. August 1945–31. März 1946)

## Pendants anderer Kriegsparteien
- Nachrichtenstelle für den Orient, Deutsches Reich 1914–1918, halbamtliche Propagandastelle für den Nahen Osten: Der Direktor der Nachrichtenstelle von 1916–18, Prof. Eugen Mittwoch, war von März 1941 bis zu seinem Tod im November 1942 für die Nahostabteilung des britischen Informationsministeriums tätig.[2]
- Reichsministerium für Volksaufklärung und Propaganda, NS-Deutschland

## Veröffentlichungen

### Chronologische Auswahl
- Endgültiger Bericht von Sir Nevile Henderson über die Umstände, die zur Beendigung seiner Mission in Berlin führten. Birkhäuser, Basel 1939. (Original: MoI. Institute of Education, London, Commande Papers No. 6115)
- How Hitler Made the War. HMSO, London 1939.
- John Hargrave: Propaganda The Mightiest Weapon Of All - Words Win Wars. Wells Gardner, Darton & Co., London 1940.
- Freya Stark: A Winter in Arabia. E. P. Dutton & Co., New York 1940. (US-Ausgabe)
- Eric Linklater: The Northern Garrisons. HMSO, London 1941
- Front Line 1940–1941. The official story of the Civil Defence of Britain. HMSO, London 1942.
- David Garnett: The Campaign In Greece And Crete. HMSO, London 1942
- Air Sea Rescue. An account of rescues at sea during World War II. HMSO, London 1942.
- Bomber Command Continues. The Air Ministry account of the rising offensive against Germany July 1941 to June 1942. HMSO, London 1942.
- Roof Over Britain. The Official Story of the AA Defences, 1939–1942. HMSO, London 1943.
- Ocean Front. The Story of the War in the Pacific 1941–44. HMSO, London 1945.
- Destruction of an Army. The First Campaign in Libya: Sept. 1940–feb. HMSO, London 1941.
- We Speak from the Air: Broadcasts by the R. A. F. HMSO, London 1942.
- OVER to you. New broadcasts by the R.A.F. HMSO, London 1943.
- Combined Operations, 1940–1942. HMSO, London 1943.
- Cecil Beaton: Near East. B.T. Batsford, London 1943.
- East of Malta, West of Suez. The Admiralty account of the naval war in the eastern Mediterranean September 1939 to March 1941. HMSO, London 1943.
- The Royal Marines The Admiralty Account of their achievement 1939–1943. HMSO, London 1944.
- There’s Freedom in the Air. The official story of the Allied Air Forces from the occupied countries. HMSO, London 1944.
- The Eighth Army: September 1941 to January 1943. HMSO, London 1944.
- Hugh Martin: The British Churches in War Time. HMSO, London, 1944
- Atlantic Bridge. The official account of R.A.F. Transport Commands ocean Ferry. HMSO, London, 1945.
- Laurie Lee: Land at War. The Official Story of British Farming 1939–1944. H.M.S.O, London 1945.
- Ernest Barker: Winston Churchill. MoI, London 1945
- Gabriele Clemens: Britische Kulturpolitik in Deutschland 1945–1949: Literatur, Film, Musik und Theater. Steiner Verlag, Stuttgart 1997, ISBN 3-515-06830-9.

### Neuauflagen
- Make Do and Mend. Imperial War Museum, London 2007, ISBN 978-1-904897-64-4.
- How to Keep Well in Wartime. Imperial War Museum, 2007, ISBN 978-1-904897-65-1.
- Merchantmen at War: The Official Story of the Merchant Navy: 1939–1944. University Press of the Pacific, 2005, ISBN 1-4102-2359-0.